# Province de Chiang Mai
La province de Chiang Mai (thaï : เชียงใหม่) est la deuxième plus grande province en superficie (changwat) de la Thaïlande, elle est située au nord du pays. C'est la 4e province la plus peuplée de Thaïlande avec 1 797 074 habitants en 2023 (derrière Bangkok, la province de Nakhon Ratchasima (ex Khorat), la province d'Ubon Ratchathani et devant la province de Khon Kaen).
Les provinces adjacentes (dans le sens des aiguilles d’une montre en partant du nord-est) sont : province de Chiang Rai, province de Lampang, province de Lamphun, province de Tak et province de Mae Hong Son. Au nord se trouve la Birmanie.

## Géographie

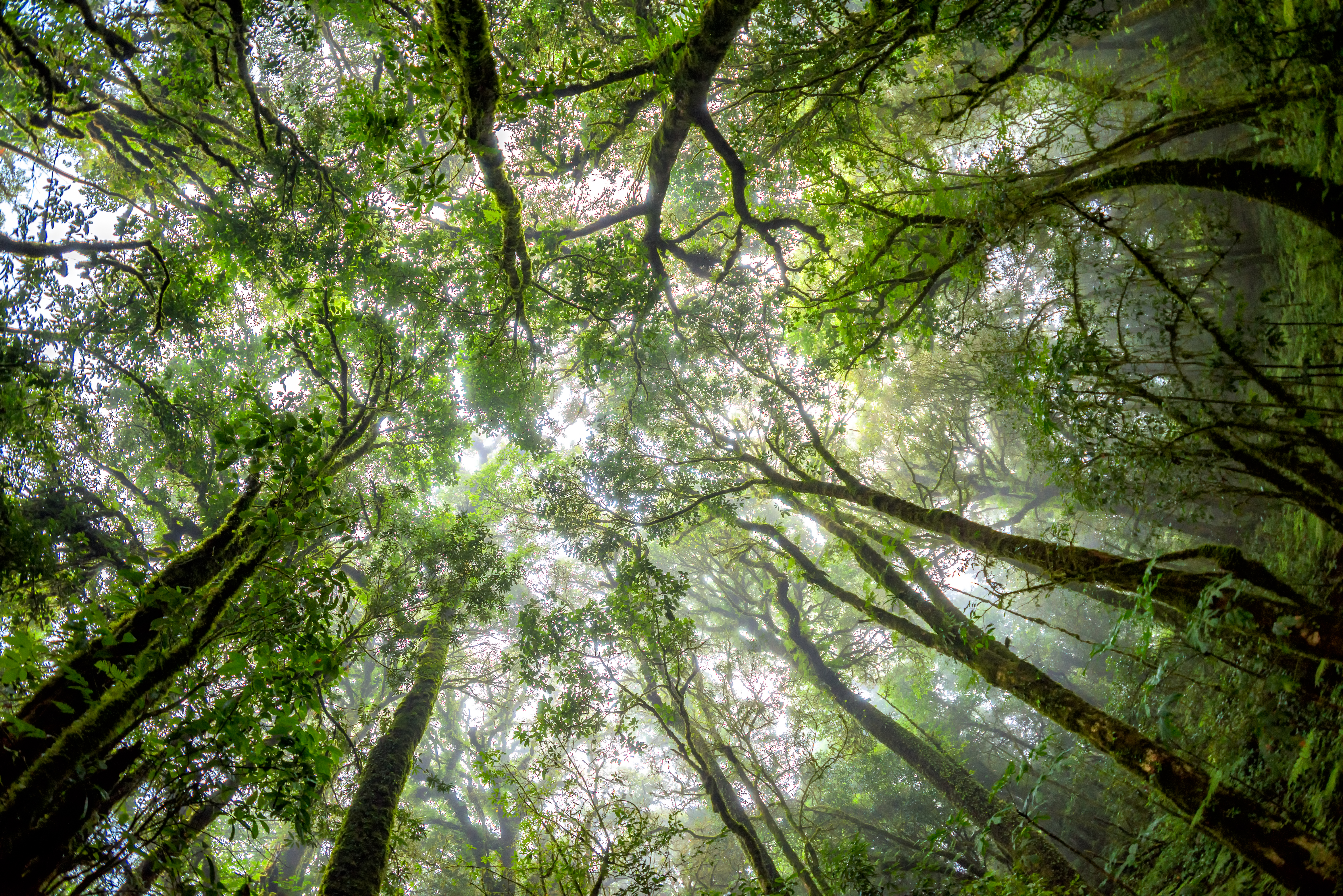
Sous-bois dans le parc national de Doi Inthanon, province de Chiang Mai. Aout 2017.

La région est très montagneuse, les montagnes s'étendant habituellement dans la direction de nord-sud. La rivière Ping qui traverse la province du nord au sud, est un des tributaires principaux du fleuve Chao Phraya ; il prend sa source dans les montagnes de Chiang Dao. La plus haute montagne de Thaïlande à 2575 mètres d’altitude, le Doi Inthanon est situé dans la province, au sud-ouest de la ville de Chiang Mai.
Les parcs nationaux de la province de Chiang Mai sont : Doi Inthanon, Doi Suthep-Pui, Mae Ping, Sri Lanna, Huay Nam Dang, Doi Pha Hom Pok et Chiang Dao.

## Histoire
La cité de Chiang Mai était la capitale du royaume Lannathai après sa fondation en 1296. En 1599, le royaume a perdu son indépendance et est devenu une partie du royaume d'Ayutthaya. En 1932 la province de Chiang Mai est devenue la deuxième subdivision de la Thaïlande quand l'appareil administratif de Monthon Phayap, les restes du royaume de Lanna, a été dissous.

## Agriculture
L'agriculture traditionnelle du bassin de Chiang Mai est particulièrement intensive. Pendant la saison humide, de juillet à décembre, la culture fondamentale est celle du riz : le riz, dont le riz gluant, occupe la quasi-totalité de la surface cultivée. À la saison sèche, de décembre à avril, les paysans irriguent les rizières pour une seconde récolte de riz ou ils transforment les rizières en planches sur lesquelles ils cultivent du tabac, de l'arachide, des oignons, de l'ail, des choux,...

De nos jours, l'agriculture s'est mécanisée et le motoculteur, le tracteur... remplacent bien souvent le buffle.

Culture du riz
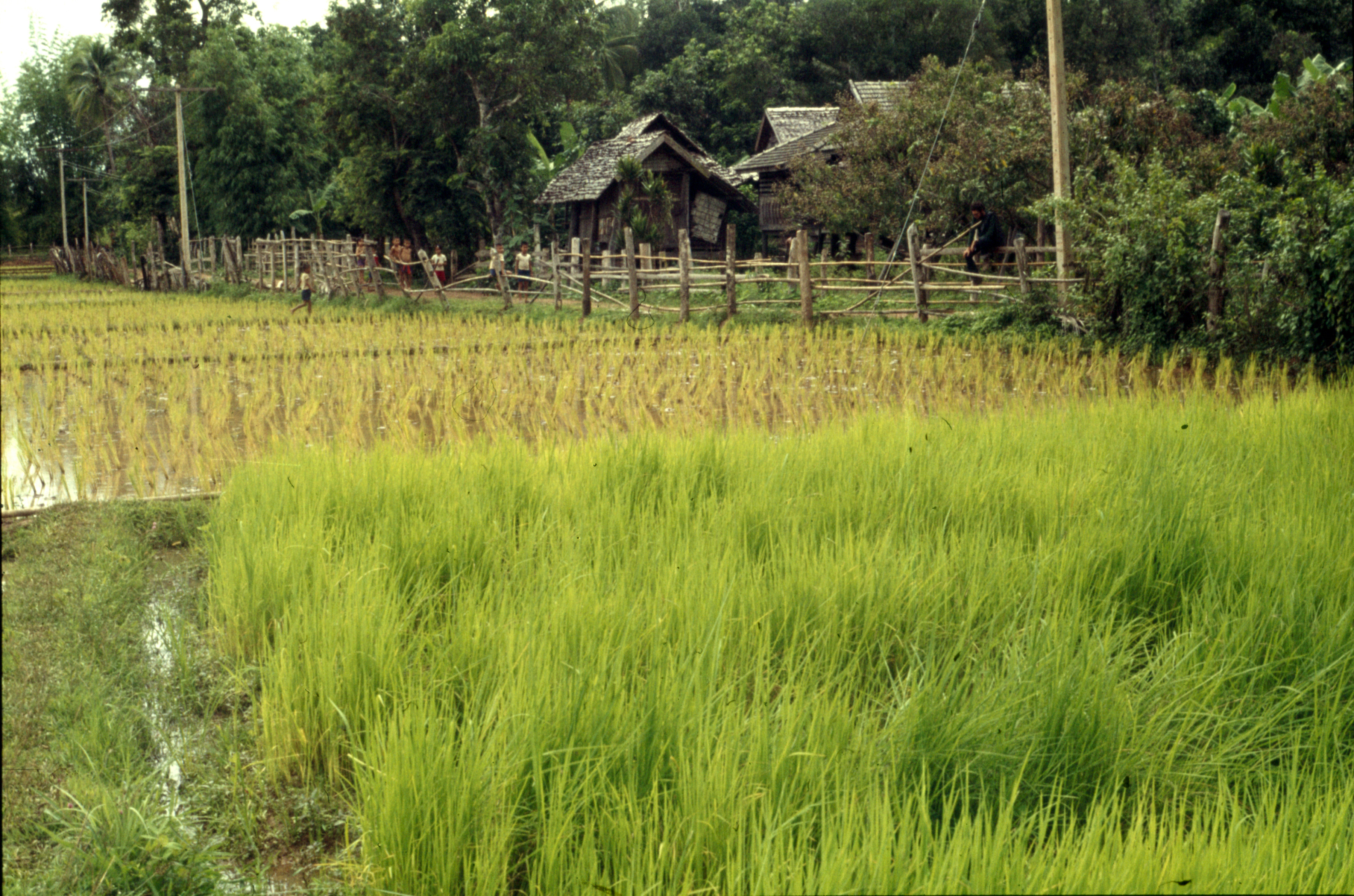
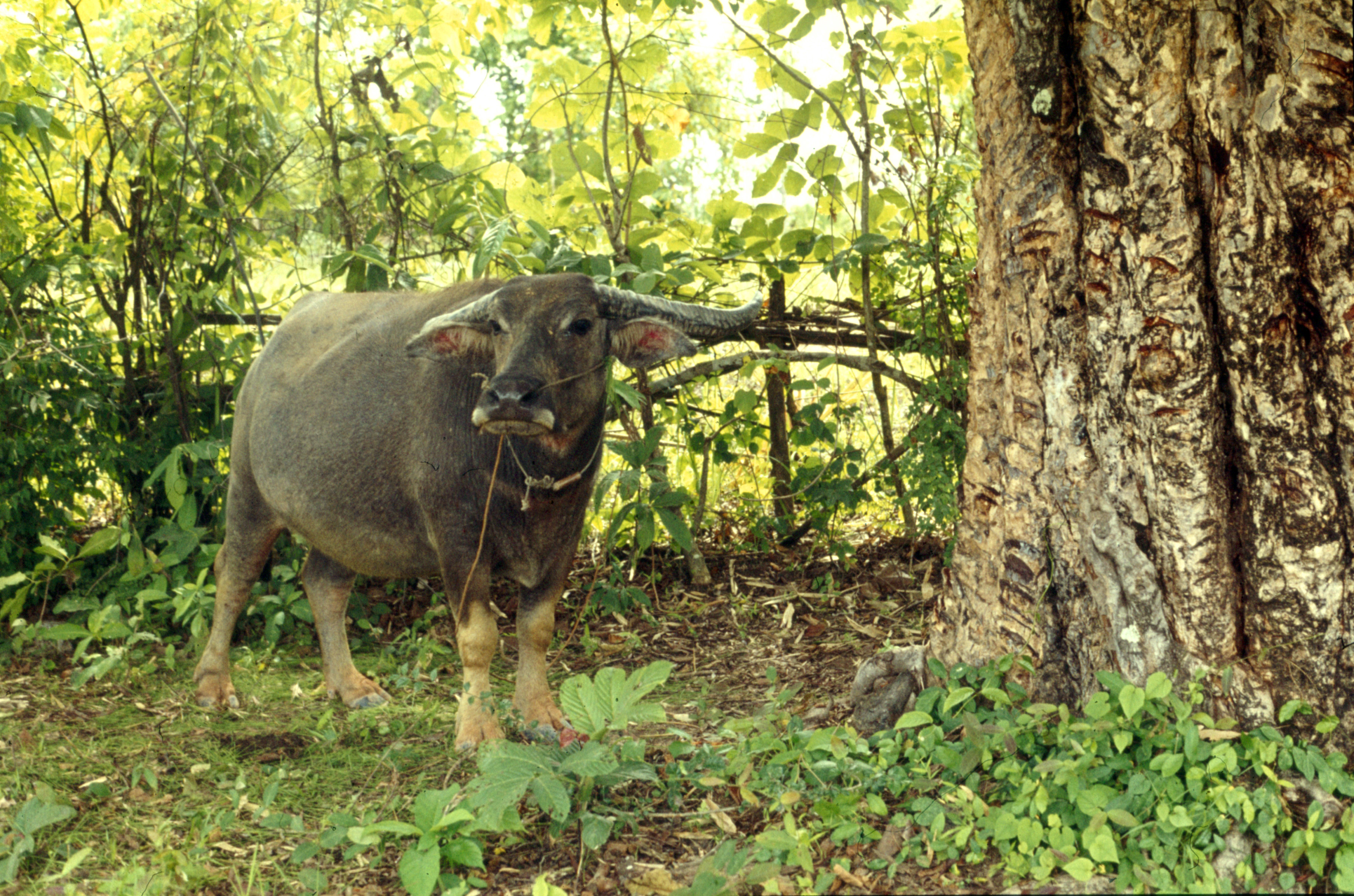
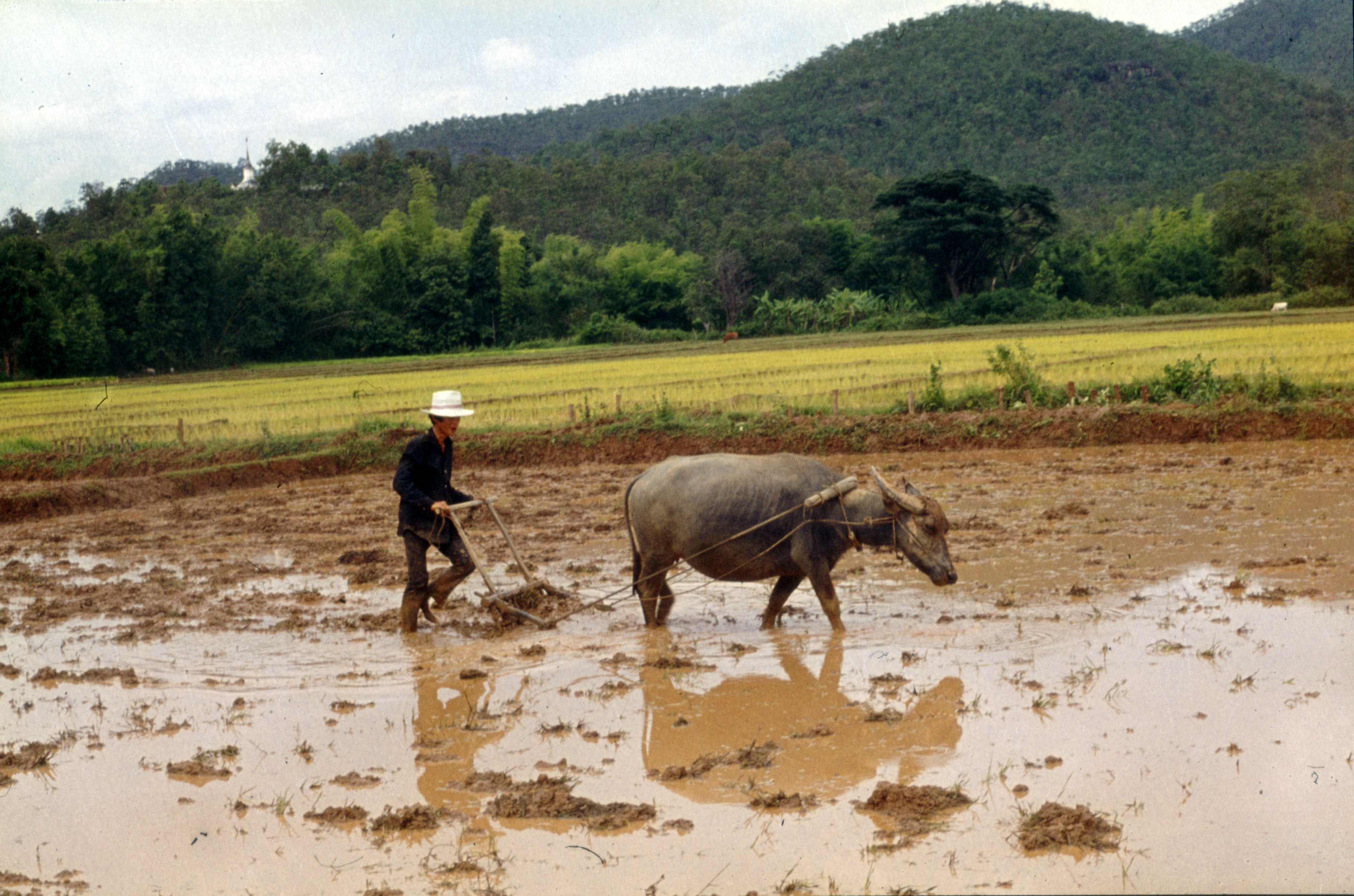
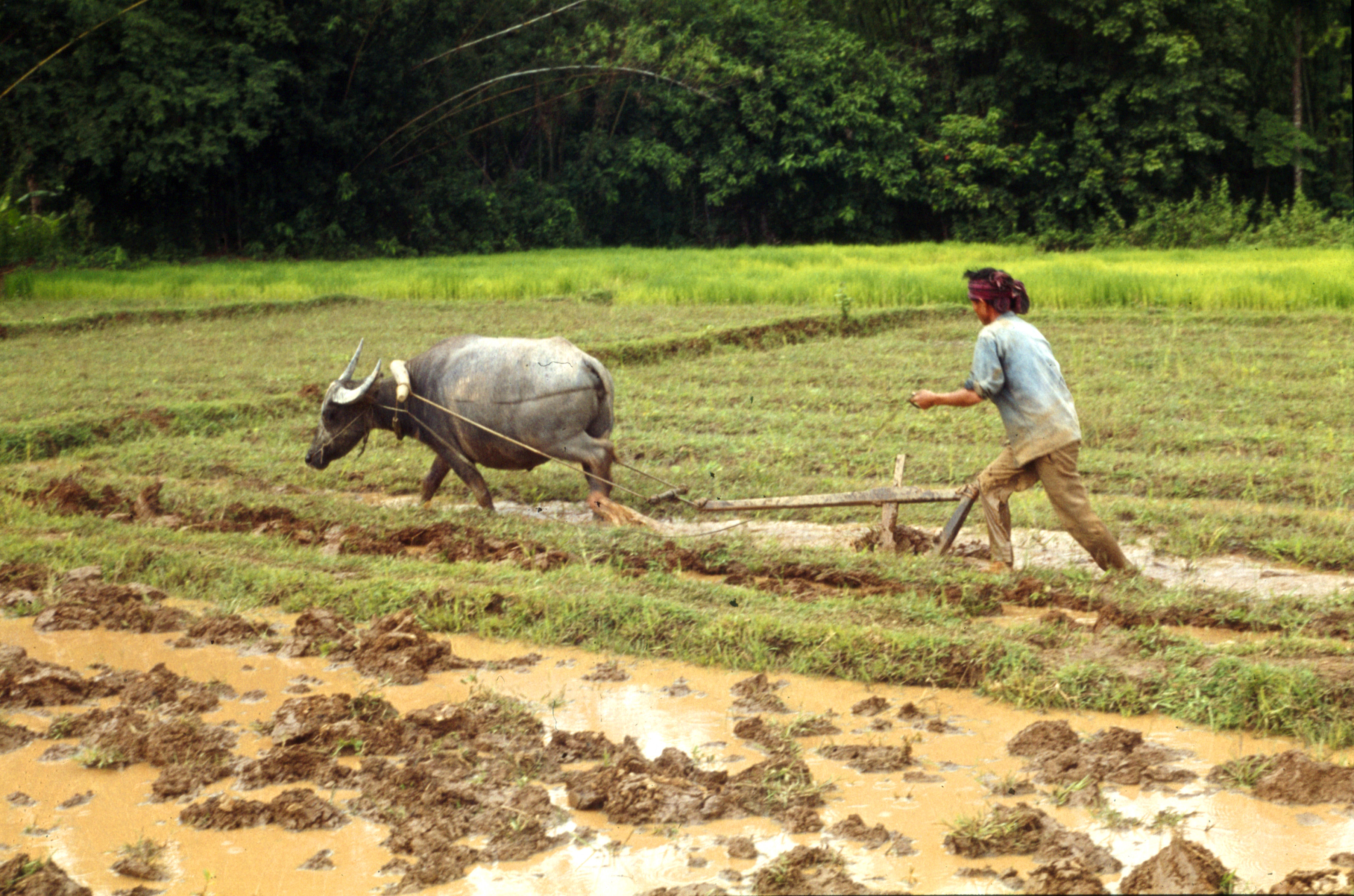
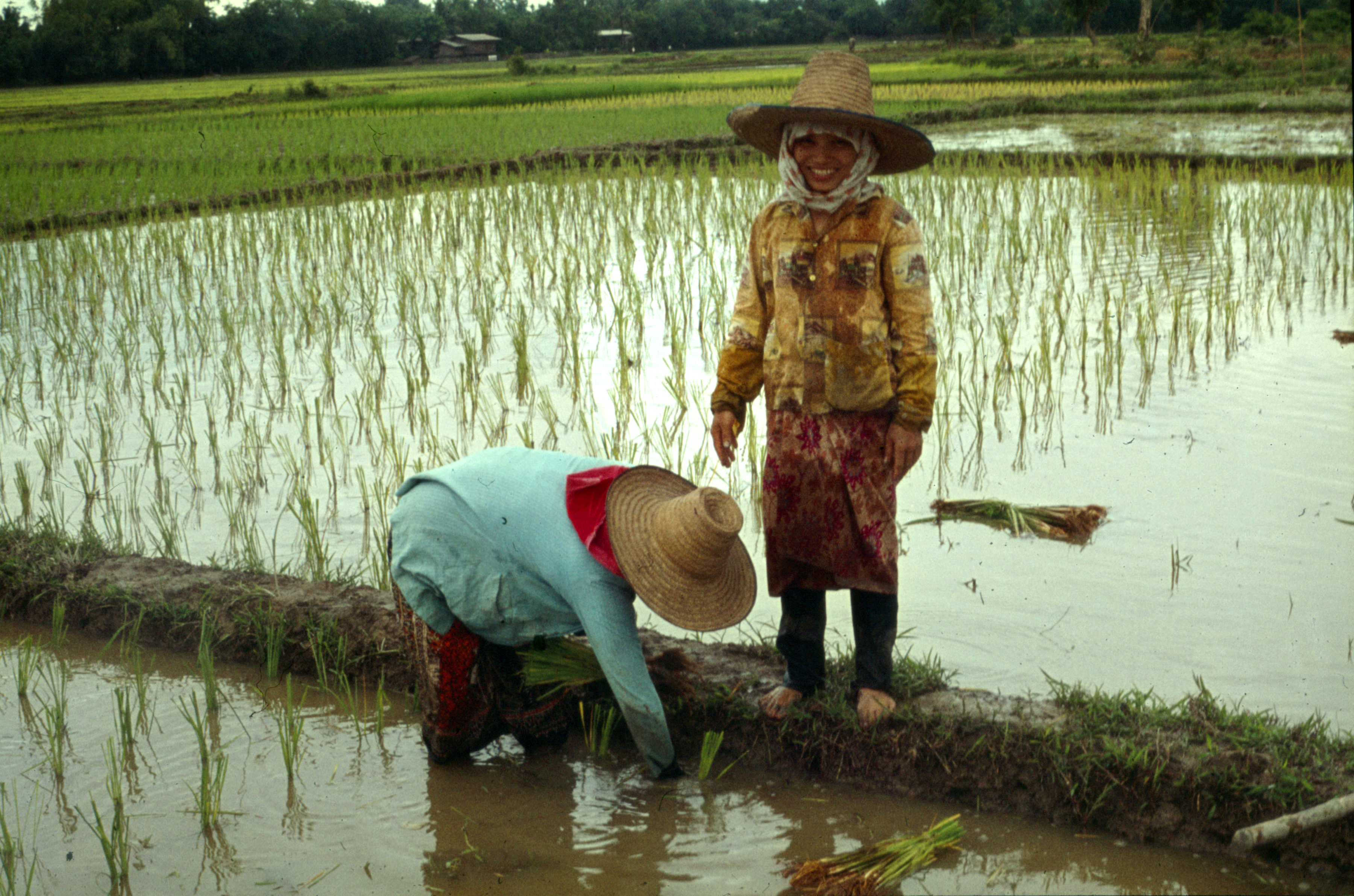
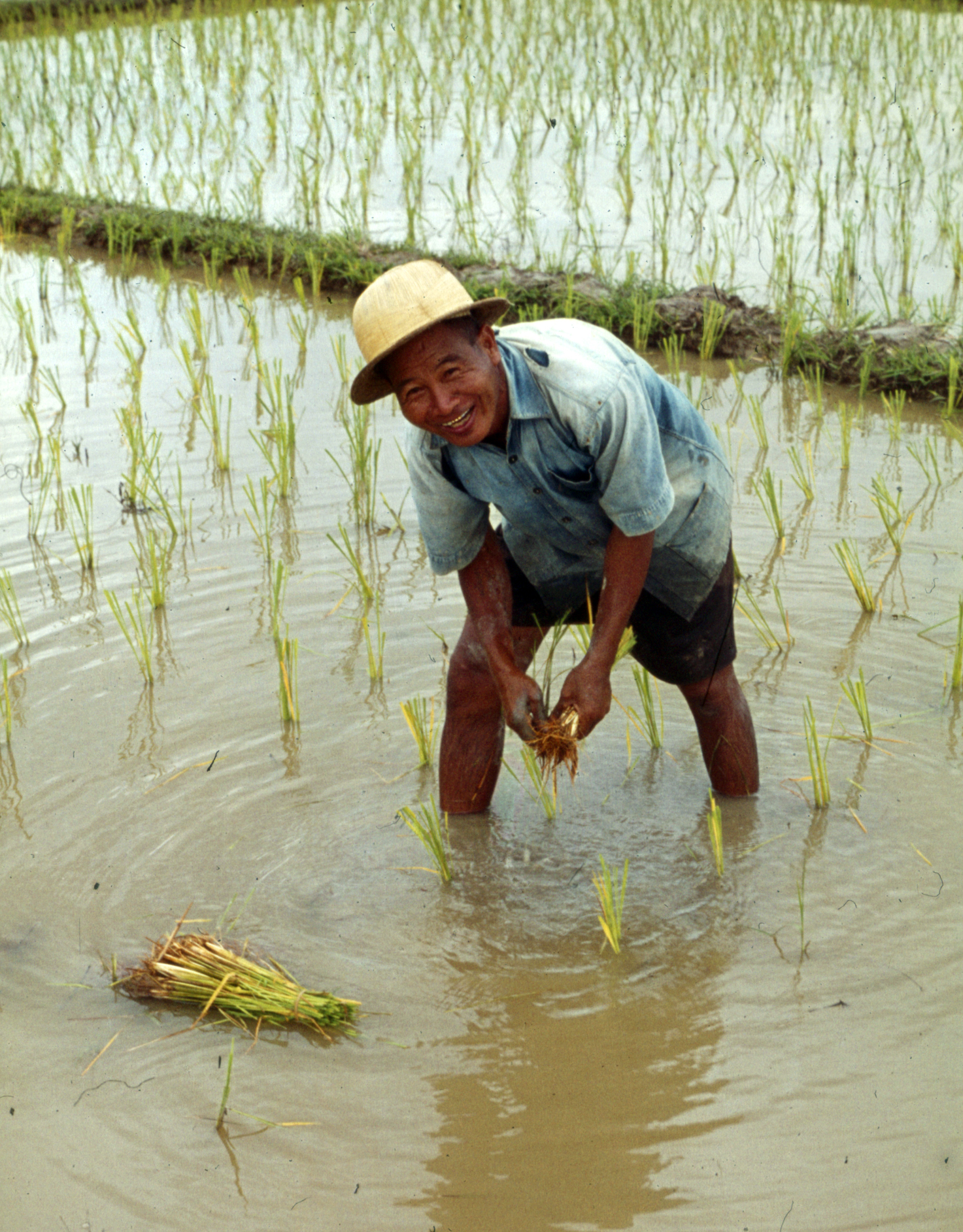
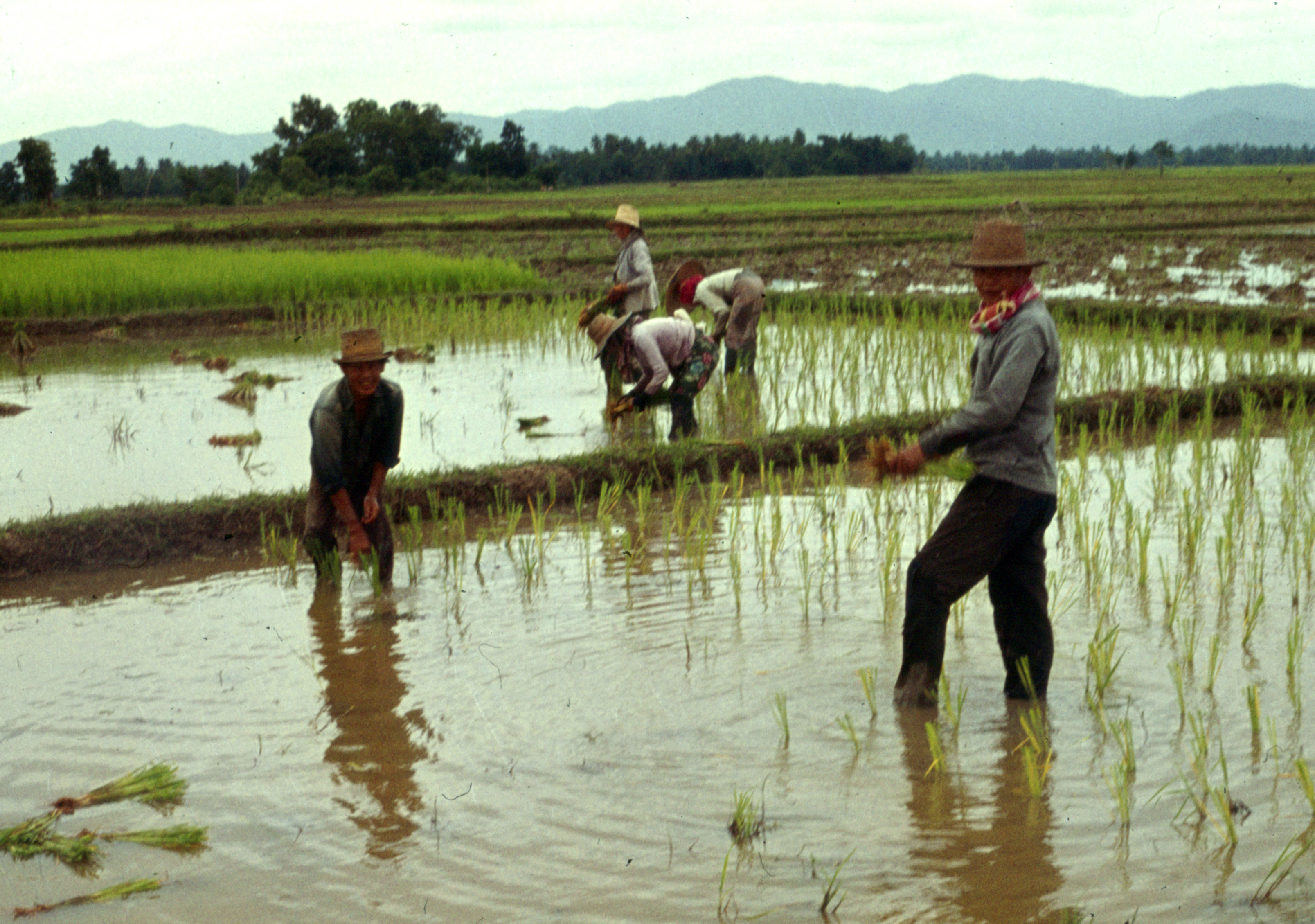
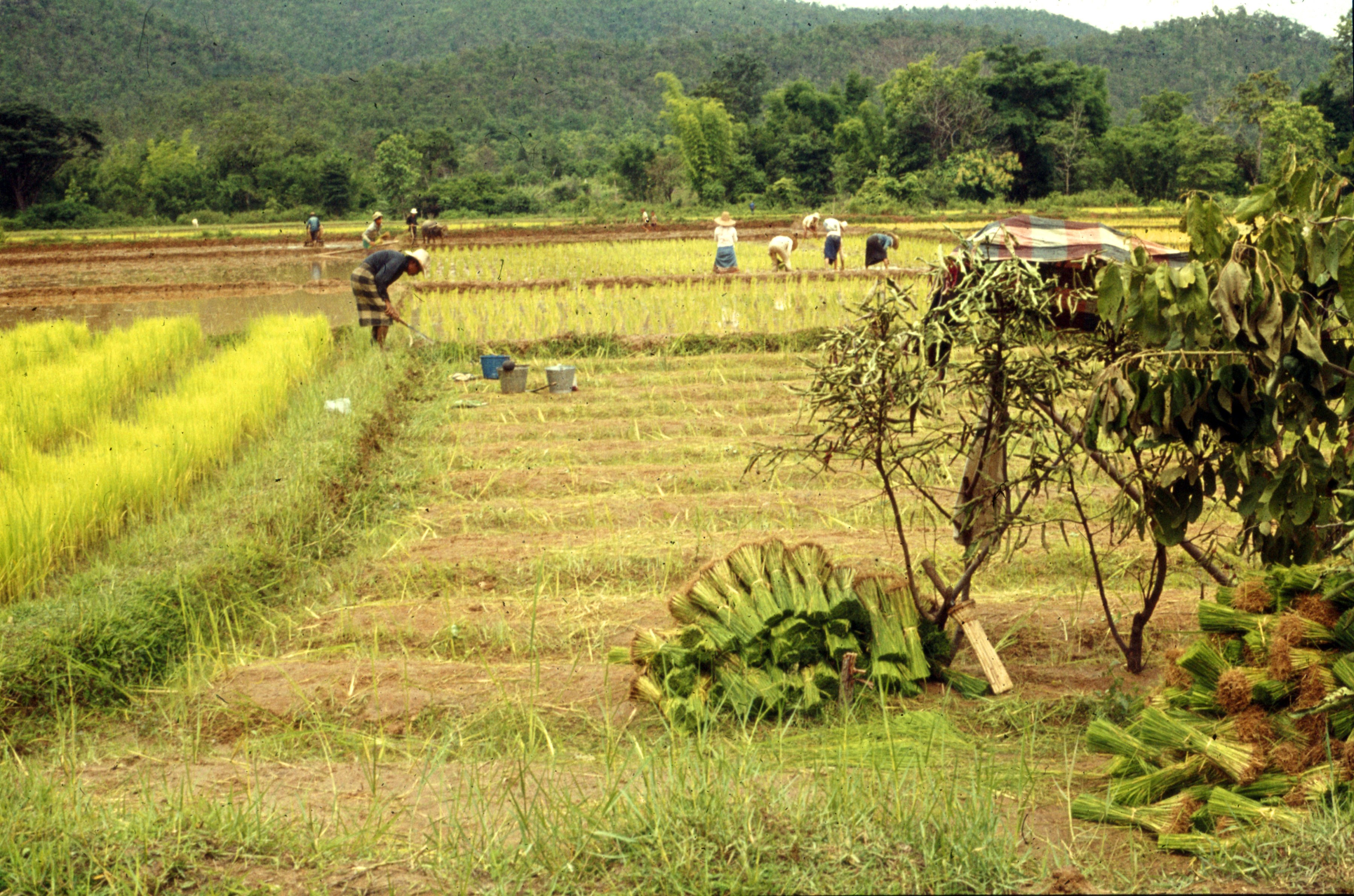
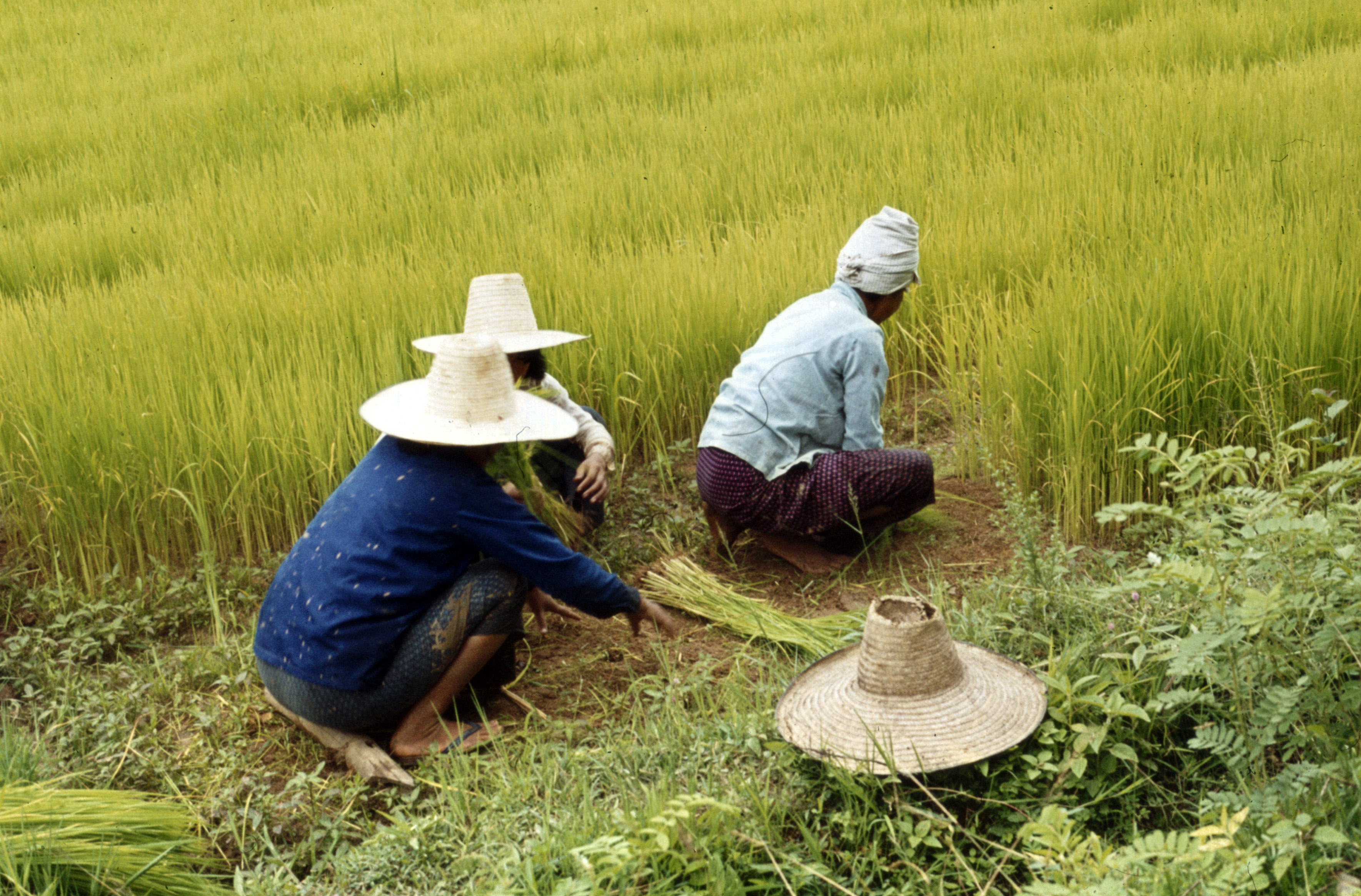
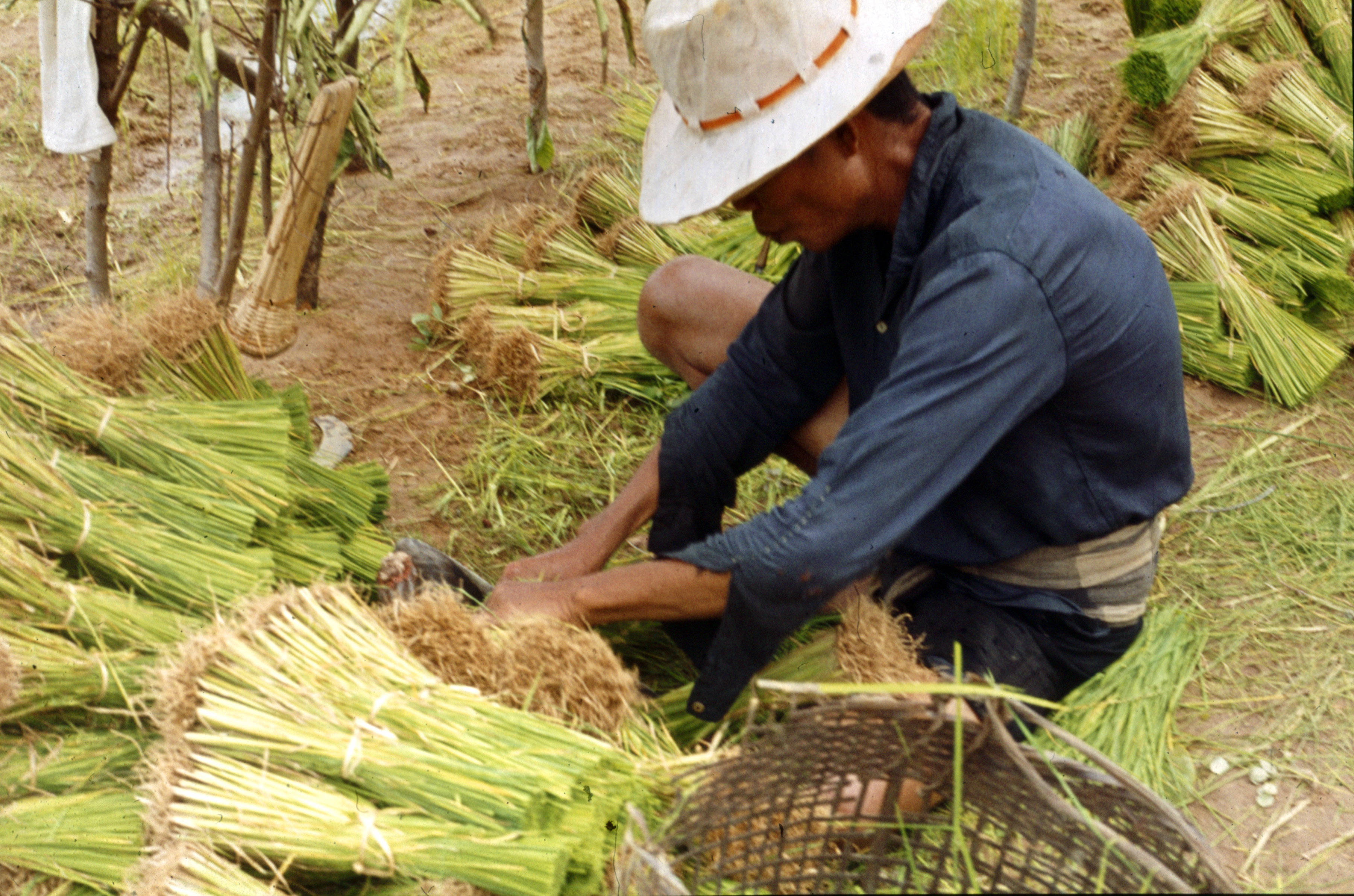
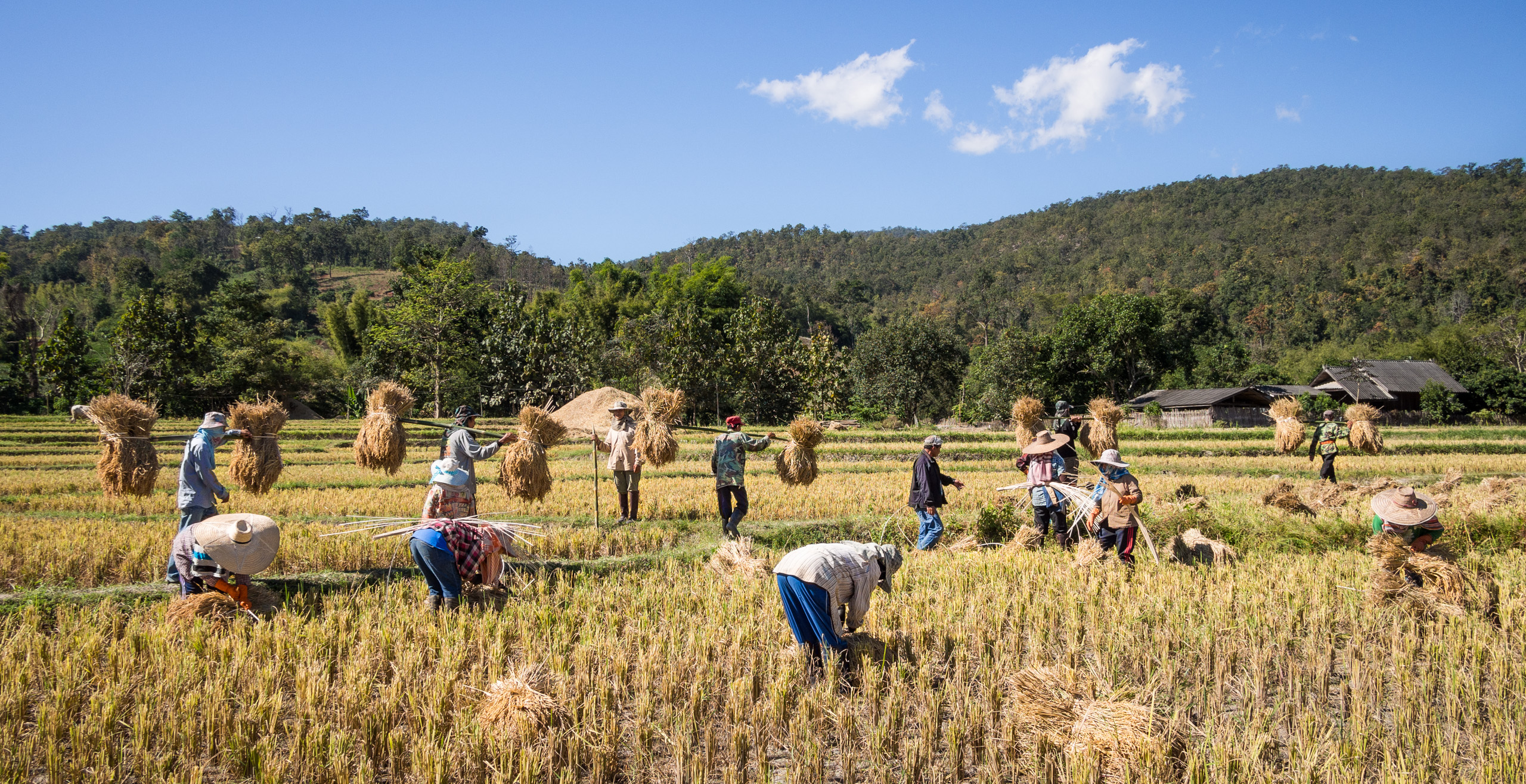
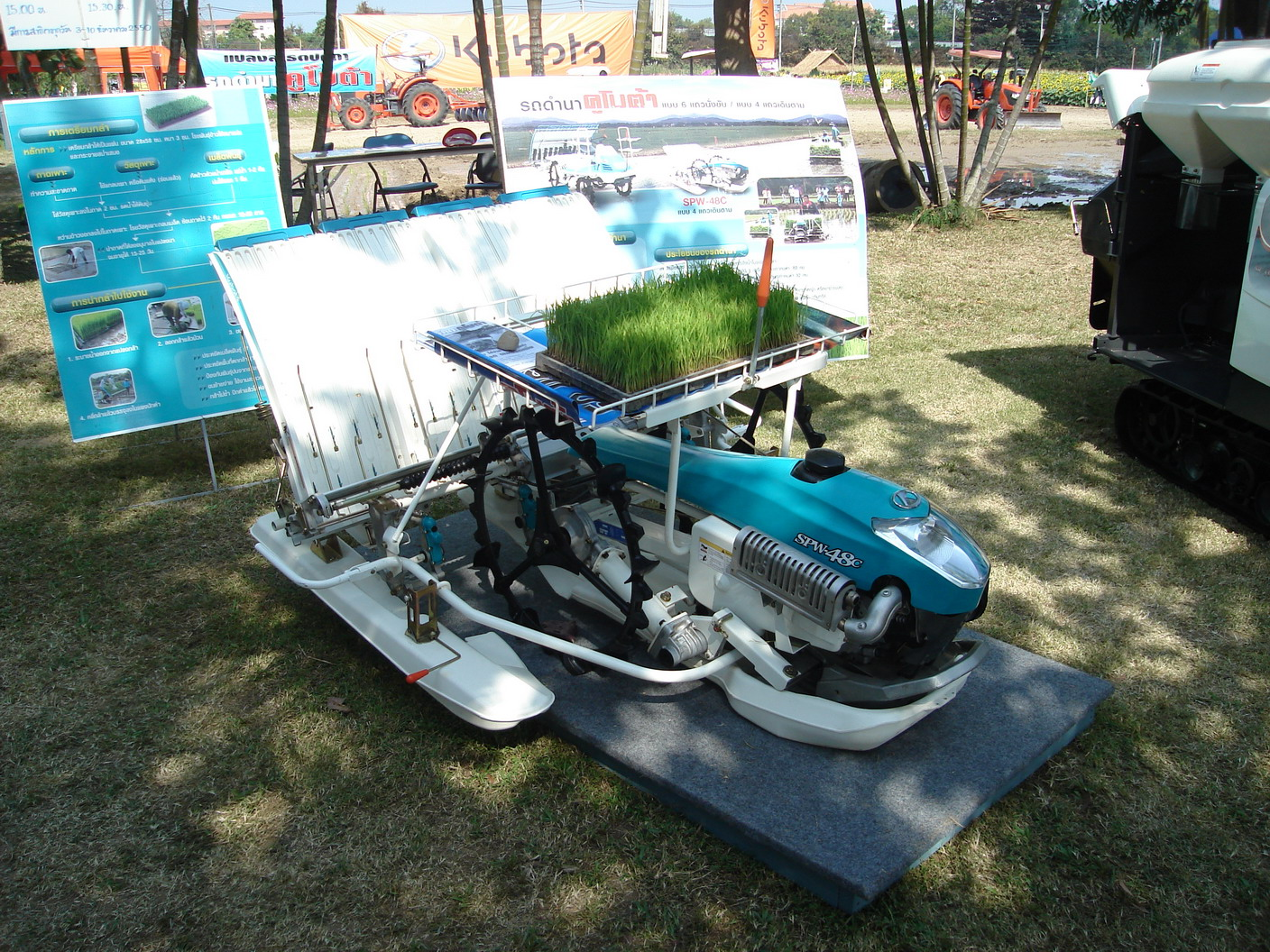
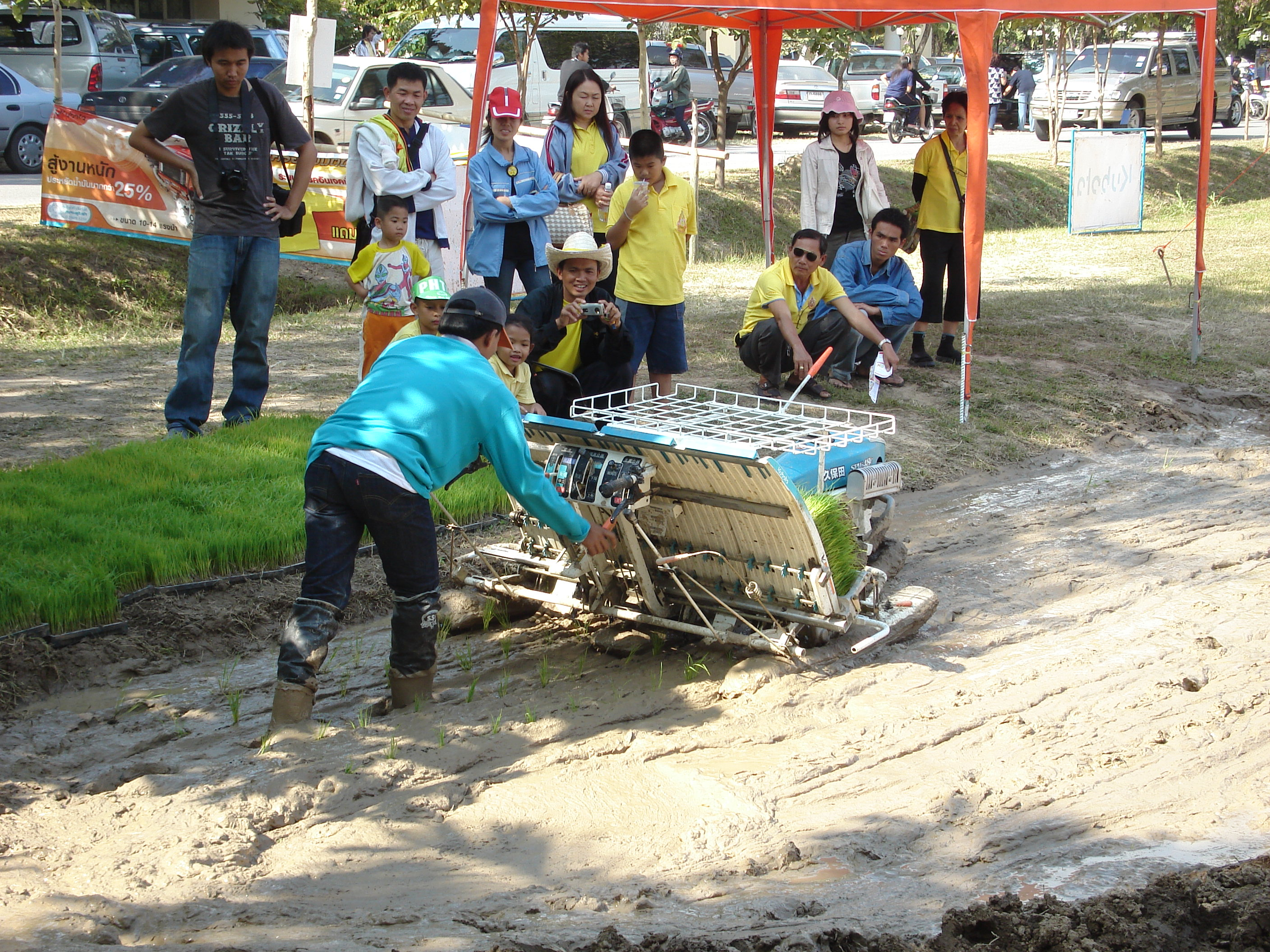

## Démographie
La province de Chiang Mai a une population de 1,7 million d’habitants en 2021.
Près de 10 % de la population de la province appartient aux tribus de montagnes (anglais : hill tribes) d'après le recensement de 1992 dont environ 100 000 Karens, 30 000 Lahu, 20 000 Lisu et 20 000 Hmong (Méo), 10 000 Lua, 3 000 Akha, un peu plus de 1 000 Yao (Mien) et 500 palong (Lawa)...

## Sceau

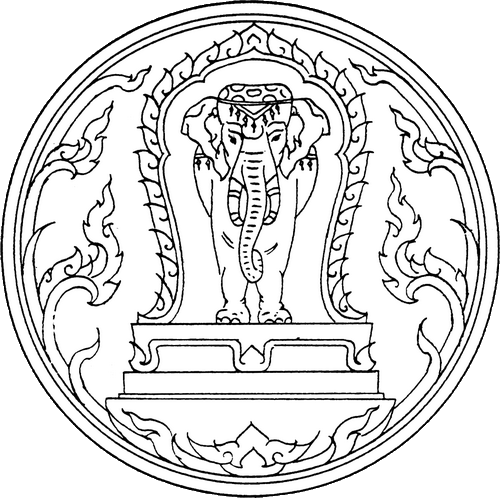
Sceau provincial

Le sceau de la province montre un éléphant blanc dans un pavillon de verre. L'éléphant blanc est un symbole royal en Thaïlande, et rappelle celui offert par le Roi Rama II (1767-1824) au dirigeant de Chiang Mai. Le pavillon symbolise la prospérité du Bouddhisme à Chiang Mai, particulièrement quand en 1477 les enseignements de Bouddha, le Tripitaka, y ont été revus.
La fleur et l'arbre provincial sont la flamme de la forêt (Butea monosperma).

## Divisions administratives

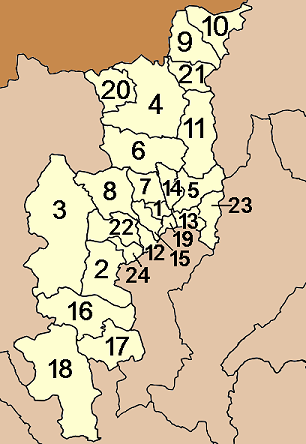
Carte des amphoe de la province de Chiang Mai.

Chiang Mai est subdivisé en 22 circonscriptions (amphoe) et 2 circonscriptions mineures (King Amphoe). Les circonscriptions sont encore subdivisées en 204 communes (tambon) et 1915 villages (mouu-baan).
| Amphoe | | King Amphoe         |
| --- | --- | ------------------- |
| 1. Mueang Chiang Mai 2. Chom Thong 3. Mae Chaem 4. Chiang Dao 5. Doi Saket 6. Mae Taeng 7. Mae Rim 8. Samoeng 9. Fang 10. Mae Ai 11. Phrao | 1. San Pa Tong 2. San Kamphaeng 3. San Sai 4. Hang Dong 5. Hot 6. Doi Tao 7. Omkoi 8. Saraphi 9. Wiang Haeng 10. Chai Prakan 11. Mae Wang | 1. Mae On 2. Doi Lo |